# 佐久本宝
佐久本 宝（さくもと たから、1998年7月22日 - ）は、日本の俳優。沖縄県うるま市にて中高生が演じる舞台・現代版組踊「肝高の阿麻和利」（企画制作 あまわり浪漫の会）の七代目阿麻和利役を演じる。また、映画「怒り」で1200人のオーディションを勝ち抜き映画初出演をし、第40回日本アカデミー賞新人俳優賞を受賞。

## 経歴
佐久本が阿麻和利役で出演する舞台・現代版組踊「肝高の阿麻和利」を見に来ていた映画監督の李相日が「この子、オーディションに呼んだら?」と関心を示したことで、映画『怒り』のオーディションに参加。最初は何の映画のオーディションか知らずに、沖縄と東京都で2回行われたオーディションに参加した。最終オーディション後、両親と一緒に監督と会って話し、その翌日に監督から合格を通知する手紙がポストに投函されていた。1,200名が参加したオーディションを経て、物語において重要な役回りを果たす高校生役を射止めた。同映画の演技で、第40回日本アカデミー賞新人俳優賞を受賞。

## 人物
映画『怒り』の船を運転するシーンの為に、二級船舶免許を取得。また、記者会見のために初めてスーツを着用した。
岡村俊一演出の「新 幕末純情伝」沖縄公演の際、ゲストとしての出演だったが、2日目にキャストの1人が病に倒れ本番2時間前に急遽代役を岡村から任され、本番に臨み見事演じ切った。

## 受賞歴
- 2017年
  - 第40回日本アカデミー賞新人俳優賞[4]

## 出演

### 映画
- 怒り（2016年9月17日公開、監督：李相日） - 知念辰哉 役[3]
- YOU達HAPPY映画版 ひまわり（2018年9月1日公開、監督：杉本達） - 花村龍二 役
- あの頃、君を追いかけた（2018年10月5日公開、監督：長谷川康夫） - 大野陽平 役[5][6]
- 凪待ち（2019年6月28日公開、監督：白石和彌） - 石母田翔太 役
- 惡の華（2019年9月27日公開、監督：井口昇）
- 冬薔薇（ふゆそうび）（2022年6月3日公開、キノフィルムズ） - 友利洋之 役[7]
- ラーゲリより愛を込めて（2022年12月9日公開、東宝） - 西野浩 役[8]
- 心のありか（2023年12月15日公開、ACRAFT / 恋のや） - 耕三 役[9]
- 十一人の賊軍（2024年11月1日公開、東映） - ノロ 役[10]

### テレビドラマ
- 花へんろ 特別編 春子の人形〜脚本家・早坂暁がうつくしむ人〜（2018年8月4日、NHK BSプレミアム） - 前田賢太郎 役
- ヒーローを作った男 石ノ森章太郎物語（2018年8月25日、日本テレビ） - 藤子不二雄A 役
- KBOYS（2018年10月11日 - 12月13日、朝日放送） - 比嘉海斗 役[11]
- 3年A組-今から皆さんは、人質です-（2019年1月6日 - 3月10日、日本テレビ） - 石倉光多 役[12]
- チャンネル5.5「ゼブラ」（2019年2月22日 - 3月14日、CBCテレビ） - 浅野 (ぽん) 役
- これは経費で落ちません! 第1話（2019年7月26日、NHK総合） - 田中 役
- 甲子園とオバーと爆弾なべ（2019年8月7日、NHK BSプレミアム）
- ニッポンノワール-刑事Yの反乱- 第2話・第6話（2019年10月20日・11月17日、日本テレビ） - 石倉光多 役[注 1]
- 安全+第一 大知マン（2020年2月15日・29日・2021年11月27日、沖縄テレビ） - 島袋浩二 役
- 連続テレビ小説 エール（2020年4月13日 - 11月27日、NHK） - 古山浩二 役[13]
- CODE1515 第4話・第5話（2020年6月1日・8日、BSフジ） - 中山仁志 役
- 一億円のさようなら（2020年9月27日 - 11月15日、NHK BSプレミアム・NHK BS4K） - 加能耕平 役[14][15]
- レッドアイズ 監視捜査班 最終話（2021年3月27日、日本テレビ） - 下関悟 役
- DIVE!!（2021年4月15日 - 7月1日、テレビ東京） - 大広陵 役[16]
- オリバーな犬、 (Gosh!!) このヤロウ（2021年9月17日 - 10月1日、NHK総合） - 半グレくん 役
- 必殺仕事人（2022年1月9日、ABCテレビ・テレビ朝日） - 権七 役[17]
- だれかに話したくなる山本周五郎日替わりドラマ2（NHK BSプレミアム）[18]
  - 第1話「鳥刺しおくめ」（2022年2月3日） - 与二郎 役
  - 第7話「松の花」（2022年2月15日） - 吉十郎 役
- 福岡恋愛白書17「おはようマドンナ」（2022年3月18日、九州朝日放送） - 汰一 役[19]
- 未来への10カウント（2022年4月14日 - 6月9日、テレビ朝日） - 友部陸 役[20]
- ふたりのウルトラマン（2022年5月2日、NHK BSプレミアム） - 上原正三 役
- フェンス（2023年3月19日 - 4月16日、WOWOW） - 上原光栄 役[21]
- なれの果ての僕ら（2023年6月28日 - 9月13日、テレビ東京） - 長谷部弘二 役[22]
- うちの弁護士は手がかかる 第5話（2023年11月10日、フジテレビ） - 相羽幸喜 役[23]
- 琉球歴史ドラマ 阿麻和利（2024年2月7日 - 2月21日、琉球放送） - 主演・阿麻和利 役
- 消せない「私」〜復讐の連鎖～ 第7話・第9話・第10話（2024年2月16日・3月2日・9日、日本テレビ） - 谷口 役
- 95 第5話（2024年5月6日、テレビ東京） - チーマー 役[24]
- 1972 渚の螢火（2025年10月19日〈予定〉 - 、WOWOW） - 稲嶺コウジ 役[25]

### 配信ドラマ
- #声だけ天使（2018年1月15日 - 3月19日、AbemaTV） - 長友信二 役[26]
- 3年A組-今から皆さんだけの、卒業式です-（2019年3月10日・17日、Hulu） - 石倉光多 役[27]
- きいてください、最後の曲です（2022年2月17日 - 3月17日、全5話、ahamo公式YouTubeチャンネル） - 伊藤智也 役[28]
- 夢で見たあの子のために（2023年8月29日、Lemino） - 板倉龍彦 役[29]
- 幽☆遊☆白書（2023年12月14日、Netflix） - 桐野 役

### 舞台
- 「風の声が聞こえる」沖縄公演
- 現代版組踊絵巻「読谷山花織の宴」
- 現代版組踊「肝高の阿麻和利」
- 現代版組踊「鬼鷲～琉球王尚巴志伝」
- 現代版組踊「息吹～南山義民喜四郎伝」
- つかこうへい七回忌特別公演「新・幕末純情伝」（2017年1月7日 - 8日、沖縄・中城城跡・第1回中城演劇フェスティバル） - 特別ゲスト
- 熱海殺人事件 NEW GENERATION（2017年2月）
- 銀幕の果てに（2019年4月24日 - 29日、紀伊國屋ホール / 5月8日 - 9日、COOL JAPAN PARK OSAKA TTホール）- 照明係・山崎宝役
- 新・幕末純情伝（2025年8月8日 - 24日〈予定〉、紀伊國屋ホール） - 新撰組隊士二宮 役[30][31]

### CM
- Samsung Galaxy 「Galaxy S8」昨日までを、超えてゆけ篇（2017年）

### その他
- JAグループ「みんなのよい食プロジェクト 毎朝「飲む」ベジ活」（2020年）

## 作品

### 配信限定シングル
- KBOYS BFcamp from KBOYS名義 (2018年11月28日)